# Sunnersta fornborg
Sunnersta fornborg ligger på Sunnerstaåsen vid Sunnersta i södra Uppsala. Fornborgen avgränsades runt om av dubbla stenvallar, som numera i stort sett helt schaktats bort. Endast i nordost finns en del rester av murarna bevarade. En bit bort finns ytterligare en mur. Genom borgen går en gammal väg (av hålvägskaraktär), i ungefär nord-sydlig riktning och borgen kan ha fungerat som en vägtullstation. Några hundra meter från borgen finns stensträngar.